# ملك أنتيغوا وباربودا
ملك انتيغوا وبربودا هو نظام حكم ملكي يكون فيه الملك الوراثي هو الحاكم ورئيس دولة انتيغوا وبربودا. الملك الحالي في أنتيغوا وبربودا ورئيس الدولة منذ 8 سبتمبر 2022 هو الملك تشارلز الثالث . وباعتباره حاكمًا، فهو التجسيد الشخصي لتاج أنتيغوا وبربودا. على الرغم من أن شخص الملك مشترك بالتساوي مع 14 دولة مستقلة أخرى داخل الكومنولث الدولي، فإن الملكية في كل دولة منفصلة ومتميزة قانونيا. ونتيجة لذلك، يحمل الملك الحالي رسميا لقب ملك أنتيغوا وبربودا، وبهذه الصفة، يتولى هو وأعضاء آخرون من العائلة المالكة مهام عامة وخاصة محليا وخارجيا كممثلين لأنتيغوا وبربودا. ومع ذلك، فإن الملك هو العضو الوحيد في العائلة المالكة الذي يتمتع بأي دور دستوري.
تقع كافة السلطات التنفيذية على عاتق الملك، ويتطلب برلمان أنتيغوا وبربودا الحصول على الموافقة الملكية لسن القوانين، ولكي يكون لبراءات الاختراع والأوامر الصادرة عن المجلس الأثر القانوني. يتم ممارسة معظم الصلاحيات من قبل أعضاء البرلمان المنتخبين، ووزراء التاج الذين يتم اختيارهم عمومًا من بينهم، والقضاة وقضاة الصلح. وتعتبر الصلاحيات الأخرى الممنوحة للملك، مثل إقالة رئيس الوزراء، ذات أهمية كبيرة ولكنها تُعامل فقط باعتبارها صلاحيات احتياطية وجزءًا أمنيًا مهمًا من دور النظام الملكي. تعمل التاج اليوم بشكل أساسي كضامن للحكم المستمر والمستقر وضمانة غير حزبية ضد إساءة استخدام السلطة. في حين أن بعض الصلاحيات لا يمارسها إلا الملك، فإن معظم واجبات الملك التشغيلية والاحتفالية يمارسها ممثله، الحاكم العام لأنتيجوا وبربودا.

## أصل
تم استكشاف جزيرة أنتيغوا بواسطة كريستوفر كولومبوس في عام 1493، وأصبحت مستعمرة بريطانية في عام 1632؛ وتم استعمار جزيرة باربودا لأول مرة في عام 1678.
في عام 1736، تمت ترقية الأمير كلاس، وهو عبد أفريقي من أنتيغوا، إلى منصب ملك أنتيغوا السود خلال طقوس آكان في سانت جونز. اعتبر مالكو العبيد البيض في أنتيغوا هذا الحدث بمثابة "احتفال بريء"، لكنه كان في الواقع بمثابة إعلان حرب. خطط الأمير كلاس لثورة بهدف تأسيس أنتيغوا كدولة مستقلة يحكمها الأفارقة. كان يخطط لتفجير برميل بارود في حفل تكريما للملك جورج الثاني، مما سيؤدي إلى مقتل جميع الأوروبيين وإصدار إشارة إلى العبيد الأفارقة المتحالفين بمهاجمة أي شخص أبيض يرونه، وهو ما من شأنه أن يؤدي إلى سلسلة من الأحداث التي من شأنها أن تؤدي إلى أن يصبح الأمير كلاس الملك الجديد لأنتيجوا. لكن الخطة باءت بالفشل بسبب هوية العبد المجهول. وعلى الرغم من ذلك، يظل الأمير كلاس بطلاً قومياً في أنتيغوا وبربودا.
بعد أن كانت جزءًا من مستعمرة جزر ليوارد الفيدرالية منذ عام 1871، انضمت أنتيغوا وبربودا إلى اتحاد جزر الهند الغربية في عام 1958. مع تفكك الاتحاد، أصبحت إحدى دول جزر الهند الغربية المنتسبة في عام 1967. وبعد أن حصلت على الحكم الذاتي في شؤونها الداخلية، حصلت على الاستقلال من المملكة المتحدة في الأول من نوفمبر/تشرين الثاني 1981. أصبحت أنتيغوا وبربودا دولة ذات سيادة وملكية دستورية مستقلة ضمن الكومنولث.
مثلت الأميرة مارغريت شقيقتها الملكة إليزابيث الثانية في احتفالات الاستقلال في العاصمة سانت جونز.  وقالت الأميرة مارغريت في منتصف الليل بعد مراسم رفع العلم: "تحيات من الملكة، مرحبا بكم في الكومنولث". هتف حشد من الآلاف "هيب، هيب، هوراي" للملكة ورئيس الوزراء. تم تنصيب ويلفريد جاكوبس كأول حاكم عام، والممثل الملكي المساعد لملكة أنتيغوا وبربودا. قدمت الأميرة وثائق استقلال أنتيغوا وبربودا إلى رئيس الوزراء فيري بيرد، معلنة بذلك رسميا استقلال البلاد. افتتحت الأميرة مبنى برلمان أنتيغوا وبربودا الجديد، وألقت خطاب العرش نيابة عن الملكة.

## تاج أنتيغوا وبربودا وجوانبه
أنتيغوا وبربودا هي واحدة من خمس عشرة دولة مستقلة، تُعرف باسم ممالك الكومنولث، والتي تتقاسم سيادتها مع ممالك أخرى في الكومنولث، حيث تكون علاقة الملك مع أنتيغوا وبربودا مستقلة تمامًا عن منصبه كملك لأي مملكة أخرى. وعلى الرغم من أن كل مملكة من ممالك الكومنولث — بما في ذلك أنتيغوا وبربودا — تتقاسم نفس الشخص باعتباره ملكها، فإنها تتمتع بالسيادة والاستقلال عن المملكة الأخرى. يتم تمثيل ملك أنتيغوا وبربودا بواسطة نائب الملك - الحاكم العام لأنتيغوا وبربودا - في البلاد.
منذ استقلال انتيغوا وبربودا في عام 1981، كان للتاج الوطني طابع مشترك وآخر منفصل، وكان دور الملك كملك انتيغوا وبربودا مختلفًا عن وضعه كملك لأي مملكة أخرى، بما في ذلك المملكة المتحدة. وبذلك توقفت الملكية عن كونها مؤسسة بريطانية حصرية، وأصبحت في أنتيغوا وبربودا مؤسسة أنتيغوا وبربودا، أو مؤسسة "مدجنة".
ويتضح هذا التقسيم بعدة طرق: على سبيل المثال، يحمل الملك لقبًا فريدًا من نوعه في أنتيغوا وبربودا، وعندما يتصرف علنًا كممثل لأنتيغوا وبربودا على وجه التحديد، فإنه يستخدم، حيثما أمكن، الرموز الوطنية لأنتيغوا وبربودا، بما في ذلك العلم الوطني للبلاد، والرموز الملكية الفريدة، وما شابه ذلك. كما أن وزراء حكومة أنتيغوا وبربودا فقط هم من يستطيعون تقديم المشورة للملك بشأن المسائل المتعلقة بأنتيغوا وبربودا.
في أنتيغوا وبربودا، يشار إلى الشخصية القانونية للدولة باسم "جلالة الملك في حق أنتيغوا وبربودا".

#### عنوان
أعطى قانون الألقاب الملكية لعام 1981 الذي أصدره برلمان أنتيغوا وبربودا موافقة البرلمان على اعتماد أسلوب وألقاب منفصلة من قبل الملكة إليزابيث الثانية فيما يتعلق بأنتيغوا وبربودا. وبموجب إعلان الحاكم العام المؤرخ 11 فبراير 1982، أصبح اللقب والألقاب الرسمية للملكة: إليزابيث الثانية، بفضل الله، ملكة أنتيغوا وبربودا وممالكها وأقاليمها الأخرى، رئيسة الكومنولث.
منذ تولي الملك تشارلز الثالث العرش، أصبح لقب الملك هو: تشارلز الثالث، بفضل الله، ملك أنتيغوا وبربودا وممالكه وأقاليمه الأخرى، رئيس الكومنولث.
ينقل هذا الأسلوب وضع أنتيغوا وبربودا كملكية مستقلة، ويسلط الضوء على دور الملك على وجه التحديد باعتباره حاكم أنتيغوا وبربودا، بالإضافة إلى الجانب المشترك للتاج في جميع الممالك، من خلال ذكر أنتيغوا وبربودا بشكل منفصل عن ممالك الكومنولث الأخرى. عادةً ما يُلقب الملك بلقب "ملك أنتيغوا وبربودا" ويُخاطب بهذا اللقب عندما يكون في أنتيغوا وبربودا، أو أثناء أداء واجبات نيابة عن أنتيغوا وبربودا في الخارج.

#### قسم الولاء
باعتباره تجسيدًا للدولة، فإن الملك هو موضع قسم الولاء. يتم ذلك ردًا على قسم التتويج الذي يتعهد فيه الملك بحكم شعوب ممالكهم "وفقًا لقوانينهم وعاداتهم الخاصة".
قسم الولاء في انتيغوا وبربودا هو:  "أنا (الاسم)، أقسم بأنني سأحمل بأمانة الولاء الحقيقي لجلالة الملك تشارلز الثالث، وورثته وخلفائه، وفقًا للقانون. لذا ساعدني يا الله".

#### خلافة
كما هو الحال مع بعض الممالك الأخرى، تخضع أنتيغوا وبربودا لقانون المملكة المتحدة لتحديد خط الخلافة.
تخضع الخلافة للتوريث المطلق لأحكام قانون خلافة التاج لعام 2013، بالإضافة إلى قانون التسوية 1701، ووثيقة الحقوق 1689. ويحد هذا التشريع من الخلافة إلى الطبيعي (أي غير المعتمد) والشرعي أحفاد صوفيا، ناخبة هانوفر، وينص على أن الملك لا يمكن أن يكون كاثوليكيًا، ويجب أن يكون على تواصل مع كنيسة إنجلترا عند صعوده إلى العرش. العرش. على الرغم من أن هذه القوانين الدستورية، كما تنطبق على أنتيغوا وبربودا، لا تزال تقع تحت سيطرة البرلمان البريطاني، إلا أنه لا يمكن لكل من المملكة المتحدة وأنتيغوا وبربودا تغيير قواعد الخلافة دون موافقة إجماعية من الممالك الأخرى، ما لم تترك صراحةً العلاقة الملكية المشتركة؛ وهو الوضع الذي ينطبق على جميع المجالات الأخرى، والذي كان محبوبًا لمعاهدة بين هذه البلدان.
عند وفاة الملك أو تنازله عن العرش، من المعتاد أن يتم الإعلان عن تولي الملك الجديد العرش علنًا من قبل الحاكم العام في دار الحكومة، سانت جونز، بعد تولي الملك العرش. وبغض النظر عن أي إعلانات، فإن وريث الملك الراحل يخلفه على الفور وبشكل تلقائي، دون الحاجة إلى تأكيد أو مراسم أخرى. وتلي ذلك أيضًا فترة مناسبة من الحداد، حيث يتم تنكيس الأعلام في جميع أنحاء البلاد تكريمًا للملك الراحل. ومن المرجح أن يكون يوم الجنازة عطلة رسمية.

## الدور الدستوري والامتياز الملكي
يتألف دستور أنتيغوا وبربودا من مجموعة متنوعة من القوانين والاتفاقيات، مما يمنحها نظامًا برلمانيًا حكوميًا مشابهًا لعوالم الكومنولث الأخرى. تقع جميع سلطات الدولة دستوريًا في يد الملك، الذي يمثله في البلاد حاكم عام - يعينه الملك بناءً على مشورة رئيس وزراء أنتيغوا وبربودا . باعتباره رئيسًا للدولة، يقع الملك على قمة ترتيب الأسبقية في أنتيغوا وبربودا.
إن دور الملك والحاكم العام هو دور قانوني وعملي؛ حيث يُنظر إلى التاج باعتباره مؤسسة تتقاسم أجزاؤها عدة سلطة مع كون الملك هو الشخص في مركز البناء الدستوري. يُشار إلى حكومة أنتيغوا وبربودا رسميًا أيضًا باسم حكومة جلالة الملك في أنتيغوا وبربودا.
السلطات الواسعة التي تنتمي إلى التاج تُعرف مجتمعة باسم الامتياز الملكي ، والذي يتضمن العديد من الصلاحيات مثل القدرة على عقد المعاهدات أو إرسال السفراء، بالإضافة إلى واجبات معينة مثل الدفاع عن المملكة والحفاظ على سلام الملك. لا يشترط الحصول على موافقة البرلمان لممارسة الامتياز الملكي؛ وعلاوة على ذلك، يجب الحصول على موافقة التاج قبل أن يتمكن أي من المجلسين من مناقشة مشروع قانون يؤثر على امتيازات الملك أو مصالحه.

#### تنفيذي
أحد الواجبات الرئيسية للتاج هو تعيين رئيس وزراء ، والذي يرأس بعد ذلك مجلس الوزراء ويقدم المشورة للملك أو الحاكم العام حول كيفية تنفيذ سلطاتهم التنفيذية على جميع جوانب العمليات الحكومية والشؤون الخارجية. إن دور الملك، وبالتالي دور نائب الملك، رمزي وثقافي بالكامل تقريبًا، حيث يعمل كرمز للسلطة القانونية التي تعمل بموجبها جميع الحكومات والوكالات، بينما يوجه مجلس الوزراء استخدام الامتياز الملكي، والذي يتضمن امتياز إعلان الحرب، والحفاظ على سلام الملك، وتوجيه تصرفات قوة دفاع أنتيغوا وبربودا، بالإضافة إلى استدعاء البرلمان وتأجيله والدعوة إلى إجراء انتخابات. ومع ذلك، فإن الامتياز الملكي ينتمي إلى التاج وليس إلى أي من الوزراء، على الرغم من أنه قد يبدو في بعض الأحيان على هذا النحو، ويسمح الدستور للحاكم العام باستخدام هذه الصلاحيات من جانب واحد فيما يتعلق بإقالة رئيس الوزراء وحل البرلمان وإقالة القاضي في حالات الأزمات الدستورية الاستثنائية. هناك أيضًا بعض الواجبات التي يقوم بها الملك على وجه التحديد، مثل تعيين الحاكم العام. وهي الحفاظ على استقرار حكومة أنتيغوا وبربودا، يعين الحاكم العام رئيسًا للوزراء الفرد الأكثر احتمالية للحفاظ على دعم مجلس النواب. ويعين الحاكم العام أيضًا مجلس الوزراء، بناءً على توجيهات رئيس الوزراء. يتم إبلاغ الملك من قبل نائبه بقبول استقالة رئيس الوزراء وأداء رئيس وزراء جديد وأعضاء آخرين في الوزارة للقسم، ويظل مطلعًا بشكل كامل من خلال الاتصالات المنتظمة من وزرائه في أنتيغوا وبربودا. يتم تعيين أعضاء مختلف الوكالات التنفيذية والمسؤولين الآخرين من قبل التاج.

#### الشؤون الخارجية
ويمتد الامتياز الملكي أيضًا إلى الشؤون الخارجية: حيث يجوز للملك أو الحاكم العام التفاوض والتصديق على المعاهدات والتحالفات والاتفاقيات الدولية؛ ولا يشترط الحصول على موافقة برلمانية. ومع ذلك، لا يمكن للمعاهدة أن تغير القوانين المحلية في أنتيغوا وبربودا؛ وفي مثل هذه الحالات يكون صدور قانون من البرلمان ضروريا. ويقوم الحاكم العام، نيابة عن الملك، باعتماد المفوضين الساميين والسفراء في أنتيغوا وبربودا، ويستقبل الدبلوماسيين من الدول الأجنبية.
بالإضافة إلى ذلك، فإن إصدار جوازات السفر يقع ضمن الامتياز الملكي، وعلى هذا النحو، يتم إصدار جميع جوازات سفر أنتيغوا وباربودا باسم الحاكم العام، نائب الممثل الملكي.

#### البرلمان
يُعد الملك أحد المكونات الثلاثة لبرلمان أنتيغوا وبربودا ؛ أما المكونات الأخرى فهي مجلس الشيوخ ومجلس النواب.
لا يشارك الملك في العملية التشريعية؛ بل يشارك نائب الملك، وإن كان ذلك فقط في منح الموافقة الملكية . علاوة على ذلك، ينص الدستور على أن الحاكم العام هو المسؤول الوحيد عن تعيين أعضاء مجلس الشيوخ. يتعين على نائب الملك أن يجري أحد عشر تعيينًا في مجلس الشيوخ بناءً على مشورة رئيس الوزراء، وأربعة بناءً على مشورة زعيم المعارضة، وواحدًا بناءً على تقديره الخاص. بالإضافة إلى ذلك، يقوم نائب الملك باستدعاء البرلمان وتأجيله وحله؛ وبعد ذلك، يصدر الحاكم العام أوامر إجراء انتخابات عامة في دار الحكومة، سانت جونز. تتميز الدورة البرلمانية الجديدة بافتتاح رسمي للبرلمان، حيث يقرأ الملك أو الحاكم العام خطاب العرش . لا يتم سن جميع القوانين في أنتيغوا وبربودا إلا بمنح نائب الملك الموافقة الملكية باسم الملك، والتي لا يمكن رفضها إذا استوفى مشروع القانون جميع المتطلبات الدستورية للمرور.

#### المحاكم
الملك مسؤول عن تحقيق العدالة لجميع رعاياه، وبالتالي يعتبر تقليديًا مصدر العدالة. في أنتيغوا وبربودا، تعتبر الجرائم الجنائية من الناحية القانونية جرائم ضد السيادة ويتم رفع دعاوى الجرائم التي يعاقب عليها القانون باسم السيادة في شكل الملك [أو الملكة] مقابل [الاسم]. ومن ثم، فإن القانون العام ينص على أن صاحب السيادة "لا يمكنه أن يرتكب أي خطأ"؛ لا يمكن محاكمة الملك في محاكمه الخاصة بسبب جرائم جنائية
يمكن للحاكم العام أيضًا، نيابة عن ملك أنتيغوا وبربودا، منح الحصانة من الملاحقة القضائية، وممارسة سلطة العفو الملكي، والعفو عن الجرائم ضد التاج، إما قبل أو أثناء أو بعد المحاكمة. ويرد وصف منح العفو وتبديل أحكام السجن في المادة 84 من الدستور.
يتعين على جميع قضاة المحكمة العليا أن يقسموا بأنهم "سيخدمون بشكل جيد وحقيقي" ملك أنتيغوا وبربودا، عند توليهم مناصبهم. تعتبر أي محاولة لقتل الملك أو الحاكم العام بمثابة "خيانة عظمى"، ويُحكم على الشخص المذنب بهذه الجريمة بالإعدام. 

## الدور الثقافي

#### التاج والشرف
في ممالك الكومنولث، يُعتبر الملك مصدر الشرف. وعلى نحو مماثل، يمنح الملك، بصفته حاكم أنتيغوا وبربودا، الجوائز والأوسمة في أنتيغوا وبربودا باسمه. يتم منح معظمها في كثير من الأحيان بناءً على نصيحة "وزراء جلالة الملك في أنتيغوا وبربودا".
من خلال إقرار قانون الأوسمة الوطنية لعام 1998 ، أنشأت أنتيغوا وبربودا أربعة أوسمة وطنية، وهي وسام البطل الوطني ، ووسام الأمة ، ووسام الاستحقاق ، ووسام التراث الأميري. تشير الإشارات إلى تاج القديس إدوارد على شارات هذه الأوامر إلى أن النظام الملكي هو مركز السلطة. الممثل الملكي المساعد للملك، الحاكم العام، يعمل كمستشار لكل هذه الأوامر.

#### التاج وقوات الدفاع
تقع التاج على قمة قوة دفاع أنتيغوا وبربودا . الملك هو القائد الأعلى للقوات المسلحة بأكملها. يظهر تاج القديس إدوارد على شارات وشعارات رتبة قوة دفاع أنتيغوا وبربودا، مما يوضح أن النظام الملكي هو مركز السلطة.
بموجب قانون الدفاع في أنتيغوا وبربودا، فإن سلطة منح العمولات في قوة الدفاع منوطة بملك أنتيغوا وبربودا، ويمارسها نيابة عن الملك الحاكم العام.

#### التاج وقوات الشرطة
تُعرف قوة الشرطة الوطنية في أنتيغوا وبربودا باسم " قوة الشرطة الملكية في أنتيغوا وبربودا". يظهر تاج القديس إدوارد على شارات وشعارات رتب قوات الشرطة، مما يوضح أن النظام الملكي هو مركز السلطة.
يجب على كل عضو في قوة الشرطة الملكية في أنتيغوا وبربودا أن يقسم قسم الولاء لملك أنتيغوا وبربودا عند توليه منصبه. بموجب قانون الشرطة، يكون أداء اليمين: 
"أنا، (الاسم)، أقسم أنني سأخدم اللورد الملك بشكل جيد وحقيقي كعضو في قوة الشرطة في أنتيغوا وبربودا دون محاباة أو مودة أو حقد أو سوء نية؛ وأنني سأتسبب في غضب جلالته يجب الحفاظ على السلام، وسأمنع بأقصى ما في وسعي من ارتكاب أي جرائم ضده، وأنه خلال أي وقت أقوم به أو قد أشغله فيما بعد في أي منصب في قوة الشرطة، سأقوم بذلك حسب معرفتي ومهاراتي؛ كافة الواجبات الخاصة بها بأمانة حسب القانون، ساعدني يا الله!»

#### الرموز الملكية في أنتيغوا وبربودا
الرمز الرئيسي لملكية أنتيغوا وبربودا هو الملك نفسه. ولذلك، يتم عرض صوره المؤطرة في المباني العامة والمكاتب الحكومية. ويظهر الملك أيضًا على طوابع تذكارية في أنتيغوا وبربودا.
ويستخدم التاج أيضًا لتوضيح النظام الملكي باعتباره مركز السلطة، حيث يظهر على شارات رتب قوات الشرطة، وعمال البريد، وضباط السجون. حفظ الله الملك هو النشيد الملكي لأنتيجوا وبربودا.
بموجب قانون الجنسية في أنتيغوا وبربودا، يتعين على المواطنين الجدد في أنتيغوا وبربودا أن يقسموا تعهد الولاء للملك وورثته وخلفائه.

#### الزيارات الملكية
زارت الأميرة مارغريت أنتيغوا في عام 1955. زارت الملكة اليزابيث الملكة الأم في 17 مارس 1964. زارت الأميرة أليس البلاد يومي 10 و19 مارس/آذار 1964 خلال جولتها في منطقة البحر الكاريبي بصفتها مستشارة لجامعة جزر الهند الغربية. قام دوق إدنبرة بزيارة في نوفمبر 1964.
زارت الملكة إليزابيث الثانية وزوجها دوق إدنبرة أنتيغوا وبربودا خلال جولتهما في منطقة البحر الكاريبي عام 1966. خلال الزيارة، زارا العاصمة سانت جون، حيث حضرا حفل تنصيب في دار الحكومة والخدمة الإلهية في كاتدرائية سانت جون حيث قرأ الأمير فيليب الدرس. قامت الملكة والدوق بزيارة أخرى خلال جولة اليوبيل الفضي في أكتوبر 1977، حيث أقاما على متن السفينة. افتتحت الملكة مبنى الإدارة الجديد وحضرت غداءً أقامه الحاكم في كلارنس هاوس. مثلت الأميرة مارغريت الملكة في احتفالات الاستقلال في عام 1981. زارت ملكة أنتيغوا وبربودا المستشفى في عام 1985، والتقت بالمرضى والموظفين في جناح الأطفال الجديد بمستشفى هولبيرتون بعد اجتماع رؤساء حكومات الكومنولث في جزر الباهاما.
قام دوق يورك بزيارة في يناير 2001. قام إيرل ويسيكس بزيارة أنتيغوا وبربودا في أكتوبر 2003 بصفته أمينًا لجمعية جائزة دوق إدنبرة الدولية.  قام إيرل ويسيكس بزيارة أخرى في عام 2006 لتمثيل الملكة في الاحتفالات بالذكرى الخامسة والعشرين لاستقلال البلاد. 
في مارس 2012، قام إيرل وكونتيسة ويسيكس بزيارة أنتيغوا وبربودا للاحتفال باليوبيل الماسي للملكة. قام الأمير هاري بزيارة أنتيغوا وبربودا في عام 2016 للاحتفال بالذكرى الخامسة والثلاثين لاستقلال البلاد.
في نوفمبر 2017، زار أمير ويلز أنتيغوا وبربودا لمعرفة كيفية تعافي المجتمعات بعد الدمار الذي خلفه إعصارا إيرما وماريا . قام إيرل وكونتيسة ويسيكس بزيارة في أبريل 2022 للاحتفال باليوبيل البلاتيني للملكة.

## الجمهورية
لا يشكل النظام الملكي موضوعا رئيسيا للنقاش في أنتيغوا وبربودا. في عام 2020، صرح وزير الإعلام ميلفورد نيكولاس أن البلاد قد تدرس إمكانية التحول إلى جمهورية في وقت ما في المستقبل.
في عام 2022، قال رئيس الوزراء جاستون براون إنه يطمح إلى أن تصبح البلاد جمهورية "في مرحلة ما"، واعترف بأن مثل هذه الخطوة "ليست واردة"، وستستمر أنتيغوا وبربودا كملكية "لبعض الوقت التال".
في 10 سبتمبر 2022، بعد إعلان تشارلز الثالث ملكًا، صرح براون أنه يخطط لإجراء استفتاء في غضون ثلاث سنوات حول التحول إلى جمهورية.

## قائمة ملوك أنتيغوا وبربودا
| لَوحَة | الاسم الملكي                 | الحكم على أنتيغوا وبربودا | الحكم على أنتيغوا وبربودا | الاسم الكامل           | زوجة            | منزل   |
| لَوحَة | الاسم الملكي                 | يبدأ                      | نهاية                     | الاسم الكامل           | زوجة            | منزل   |
| --- | ---------------------------- | ------------------------- | ------------------------- | ---------------------- | --------------- | ------ |
| | إليزابيث الثانية (1926–2022) | 1 نوفمبر 1981             | 8 سبتمبر 2022             | إليزابيث ألكسندرا ماري | فيليب ماونتباتن | وندسور |
| الحكام العامون: السير ويلفريد جاكوبس ، السير جيمس كارلايل ، السيدة لويز ليك تاك ، السير رودني ويليامز رؤساء الوزراء: فير بيرد ، ليستر بيرد ، بالدوين سبنسر ، جاستون براون | إليزابيث الثانية (1926–2022) |                           |                           |                        |                 |        |
| | تشارلز الثالث (مواليد 1948)  | 8 سبتمبر 2022             | حاضر                      | تشارلز فيليب آرثر جورج | كاميلا شاند     | وندسور |
| الحكام العامون: السير رودني ويليامز رؤساء الوزراء: جاستون براون | تشارلز الثالث (مواليد 1948)  |                           |                           |                        |                 |        |